# Dean Allison
Dean Allison (* 18. Februar 1965 in London, Ontario) ist ein kanadischer Politiker der Konservativen Partei Kanadas.

## Leben
Allison studierte an der Wilfrid Laurier University Wirtschaftswissenschaften. Er ist seit 2004 Abgeordneter im Unterhaus von Kanada für den Wahlbezirk Niagara West-Glanbrook, Ontario. Er ist Vorsitzender des Komitees für auswärtige Angelegenheiten und internationalen Handel im House of Commons. Im April 2014 wurde Allison mit 12 weiteren Kanadiern von der russischen Regierung auf eine Sanktionsliste gesetzt.